# Кућа са окућницом у Петроварадину
Кућа са окућницом у Петроварадину представља типичну војвођанску кућу, саграђену 1798. године, по запису на уличној фасади. Кућа представља непокретно културно добро као споменик културе.
Кућа је правоугаоне основе, постављена је тако да предњим забатом излази на регулациону линију улице. На барокном забату истиче се акротерија „свевидеће око” изведено у малтерској пластици и ниша за скулптуру свеца. До улице су два прозора и масивна, дрвена изрезбарена врата са светларником. Дуж дворишне фасаде је трем са стубовима који су били повезани полулуцима све до 1919. године када су приликом адаптације куће аркаде срушене, под поплочан циглом, собе патосане и проширени прозорски отвори на дворишној фасади. На кућу се наставља посебан улаз у подрум. 
Садржај окућнице чине шупа, штала, пецара, свињци, кокошињци, пушница, чардак и пољски клозет. Сви ови помоћни објекти налазе се у предњој и задњој „авлији”, дуж плаца, са обе стране према суседима на граници дворишта и баште. Посебну вредност има винска шупа са тршчаним кровом и два дрвена забата.